# Tony Lo Bianco
Pour les articles homonymes, voir Bianco (homonymie).
Tony Lo Bianco est un acteur et réalisateur américain né le 19 octobre 1936 à Brooklyn (New York) et mort le 11 juin 2024 à Poolesville dans le Maryland.

## Biographie

### Jeunesse et débuts
Anthony LoBianco naît le 19 octobre 1936 à Brooklyn dans une famille d'immigrants italiens originaires de Sicile. Son père est chauffeur de taxi, sa mère, femme au foyer. Il a deux frères, Joseph et John. Après des études à la William E. Grady CTE High School de Brooklyn, il suit des cours de théâtre au Dramatic Workshop.

### Mort
Tony Lo Bianco meurt le 11 juin 2024 à Poolesville dans le Maryland à l'âge de 87 ans,.

### Vie privée
Tony Lo Bianco épouse en 1964 Dora Landey, avec laquelle il aura trois filles avant de divorcer en 1984. De 2002 à 2008, il est marié à Elizabeth Fitzpatrick, puis de juin 2015 à sa mort à Alyse Best Muldoon.

## Filmographie

### En tant qu'acteur

#### Cinéma
- 1965 : The Sex Perils of Paulette de Doris Wishman : Allen
- 1968 : Un couple pas ordinaire (Ruba al prossimo tuo)  : l'officier McClusky
- 1970 : Les Tueurs de la lune de miel (The Honeymoon Killers) de Leonard Kastle : Raymond Fernandez
- 1971 : French Connection (The French Connection)de William Friedkin : Salvatore Boca
- 1973 : L'Homme aux nerfs d'acier (Dio, sei proprio un padreterno!) de Michele Lupo : Tony Breda
- 1973 : Serpico de Sidney Lumet : un policier(non-crédité)
- 1973 : Police Puissance 7 (The Seven-Ups) de Philip D'Antoni : Vito Lucia
- 1976 : Goldenrod de Harvey Hart : Jesse Gifford
- 1976 : Meurtres sous contrôle (God Told Me To) de Larry Cohen : l'inspecteur Peter J. Nicholas
- 1976 : L'Homme sans pitié (Genova a mano armata) de Mario Lanfranchi : l'Américain
- 1978 : FIST de Norman Jewison : Babe Milano
- 1978 : Les Chaînes du sang (Bloodbrothers) de Robert Mulligan : Tommy De Coco
- 1981 : Separate Ways de Howard Avedis : Ken Colby
- 1984 : Haut les flingues ! (City Heat) de Richard Benjamin : Leon Coll
- 1991 : The Good Policeman de Peter Werner : Jerry Diangelis
- 1991 : City of Hope de John Sayles : Joe Rinaldi
- 1993 : L'Extrême Limite (Boiling Point) de James B. Harris : Tony Dio
- 1994 : La Ragnatela del silenzio de Leandro Luchetti : le professeur Donati
- 1994 : La Chance d'Aldo Lado : Warren
- 1994 : The Ascent de Donald Shebib : Aldo
- 1995 : Nixon d'Oliver Stone : John Roselli
- 1996 : Sworn to Justice de Paul Maslak : Briggs
- 1996 : La Jurée (The Juror) de Brian Gibson: Louie Boffano
- 1997 : Ultimatum (Cold Night Into Dawn) de Serge Rodnunski : le superviseur Klyn
- 1998 : The Pawn de Clay Borris : Lou
- 1998 : Le Prince de Sicile (Mafia!) de Jim Abrahams : Cesar Marzoni
- 2000 : The Day the Ponies Come Back de Jerry Schatzberg : Paul DeCruccio
- 2001 : Friends and Family (en) de Kristen Coury : Victor Patrizzi
- 2002 : Ilaria Alpi: Il più crudele dei giorni de Ferdinando Vicentini Orgnani : le général Loy
- 2002 : Alien Invasion (Endangered Species) de Kevin Tenney : le capitaine de police Tanzini
- 2005 : Exit, court métrage de Jamie Duneier : Frank
- 2006 : The Last Request de John DeBellis : Monte
- 2009 : Frame of Mind de Carl T. Evans : Mouthman
- 2009 : Lily of the Feast, court métrage de Federico Castelluccio : Manny
- 2011 : Bulletproof Gangster (Kill the Irishman) de Jonathan Hensleigh : Jack Licavoli
- 2013 : Send No Flowers de Fred Carpenter : Anthony Albano
- 2016 : '79 Parts d'Ari Taub : Vincent

#### Télévision

##### Téléfilms
- 1973 : Mr. Inside/Mr. Outside : Rick Massi
- 1974 : A Memory of Two Mondays : Frank
- 1974 : The Story of Jacob and Joseph : Joseph
- 1975 : A Shadow in the Streets : Pete Mackey
- 1978 : The Last Tenant : Joey
- 1978 : L'Aventurière (Magee and the Lady) : Magee
- 1979 : Champions: A Love Story : Alan Denschroeder
- 1979 : A Last Cry for Help : Dr Ben Abbot
- 1979 : Marciano : Rocky Marciano
- 1981 : Pals : Frank Greene
- 1983 : Another Woman's Child : Mike DeBray
- 1984 : Hizzoner! : Fiorello La Guardia
- 1985 : Lady Blue : Bing Bingham
- 1986 : Welcome Home, Bobby
- 1986 : Il Cugino americano  : le juge Giuliano Salina
- 1987 : Les Tueurs de l'autoroute (Police Story: The Freeway Killings) : l'inspecteur DiAngelo
- 1988 : The Ann Jillian Story : Andy Murcia
- 1988 : Body of Evidence : Evan Campbell
- 1988 : Très belle et trop naïve (La Romana) : Astarita
- 1989 : True Blue : Doc
- 1990 : Malcolm Takes a Shot : le coach Douglas
- 1990 : Death Has a Bad Reputation : Carlos
- 1990 : Perry Mason: The Case of the Poisoned Pen : Michael Garcia
- 1991 : The 10 Million Dollar Getaway : Tony « Ducks » Carallo
- 1992 : In the Shadow of a Killer : Frederick Berger
- 1992 : Stormy Weathers (en) : Frank Orozco
- 1992 : Jeux d'influence (en) (Teamster Boss: The Jackie Presser Story) : Dorfman
- 1992 : Les Routes de la liberté (The Sands of Time)
- 1995 : Mike Tyson, l'histoire de sa vie : Jim Jacobs
- 1997 : Ce que vivent les roses (Let Me Call You Sweetheart) : Dr Charles Smith
- 1997 : Les Charmes de la vengeance (Bella Mafia) : Pietro Carolla
- 1999 : Rocky Marciano: La légende (en) : Frankie Carbo
- 2001 : Le Nettoyeur (Down 'n Dirty) de Fred Williamson : l'inspecteur Dan Ward
- 2002 : Un jour de chance (Lucky Day) : l'inspecteur Marinello
- 2005 : The Engagement Ring : Nick Di Cenzo

##### Séries télévisées
- 1966 : Max la Menace, épisode Smart, The Assassin (1.22) : un agent du KAOS
- 1966 : Blue Light (série télévisée), épisode 11 Jet Trail : Carbonne
- 1966 : Hawk (série télévisée), épisode 13 H is a Dirty Letter : Joey Fentanello
- 1968 : Hidden Faces : Nick Capello Turner
- 1971-1973 : Love of Life : Dr Joe Corelli
- 1976 : Les Origines de la mafia (Alle origini della mafia), épisode Omertà : Nino Sciallacca
- 1977 : Jésus de Nazareth : Quintilius
- 1982 : Marco Polo : frère Nicholas
- 1984 : Jessie : le lieutenant Alex Ascoli
- 1991 : Palace Détective : Arturo Taft
- 1994 : The Maharaja's Daughter : Vito Capece

### En tant que réalisateur

#### Cinéma
- 1985 : Too Scared to Scream (en)

#### Télévision
- 1973 : Police Story
- 1978 : Kaz
- 1979 : The Secret Empire (en)
- 1979 : The Duke

## Distinctions

### Récompenses
- New York Emmy Awards 1985 : Meilleur talent individuel pour Hizzoner!
- Festival du film de Williamsburg Brooklyn 2011 : Audience Award du meilleur court-métrage pour Lily of the Feast, partagé avec Federico Castelluccio, Michael Ricigliano, Paul Sorvino, Yvonne Maria Schäfer, Daniel Margotta, Arthur J. Nascarella, Damien Di Paola et Antoinette LaVecchia

### Nominations
- Photoplay Awards 1975 : film préfére pour Meurtres sous contrôle partagé avec Sandy Dennis et Deborah Raffin